# Ornament i zbrodnia

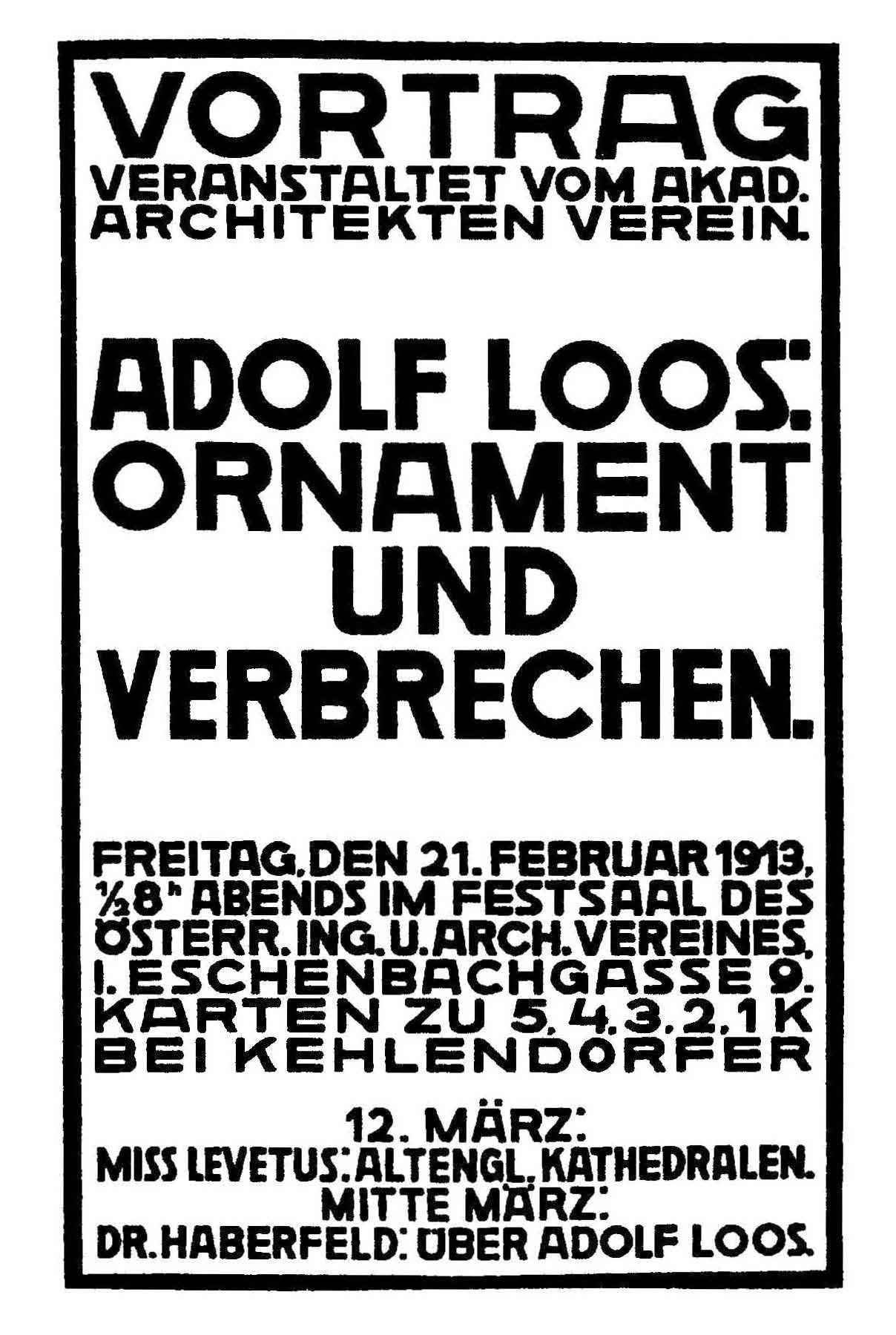
Plakat "Ornament i zbrodnia" zaprojektowany przez Adolfa Loosa

Ornament i zbrodnia (fr. Ornement et crime, niem. Ornament und Verbrechen) – esej austriackiego architekta Adolfa Loosa, pierwszy raz opublikowany w 1913 po francusku w piśmie „Cahiers d’aujourd’hui” (nr 5/1913), na podstawie wykładu wygłoszonego 21 stycznia 1910 w Wiedniu. Pierwszy raz wydany w języku niemieckim w 1929. Jest to krytyczny tekst traktujący o negatywnych aspektach moralnych, ekonomicznych i socjologicznych stosowania ornamentu w ówczesnym społeczeństwie.

## Treść
W swym wywodzie Loos prezentuje ewolucyjną koncepcję kultury, na której drodze rozwoju stają archaiczne praktyki ornamentalistyczne. Poprzez analizę zachowań ludów pierwotnych wyjaśnia źródła ornamentu, leżące w ekspresji zwierzęcych popędów. Jednak ornament został pozbawiony adekwatnych odniesień i nie stanowił dłużej wyrazu prawdziwej natury ówczesnego społeczeństwa. Ornament stał się bezcelowy, a jego pierwotne funkcje przejęła sztuka. Loos uważa, że nowoczesne piękno określa dokładność wykonania i szlachetność czystego materiału pozbawionego ornamentu.
Dla autora stosowanie ornamentu nieodzownie łączy się ze stratą kapitału. Zauważa, że ornament sprawia, iż przedmioty, którym jest on przypisany, poprzez następstwo stylów, szybko wychodzą z mody i tracą swoją wartość. Sprzeciwia się gospodarce, której produkcja napędzana jest modą. Odnosi się do moralności konsumenta – świadomego arystokraty – który gotowy jest zapłacić więcej za przedmioty pozbawione ornamentu, przez co dłużej trwające. Odejście od ornamentu zapobiega marnotrawstwu pracy i czasu.

## Recepcja
Ornament i zbrodnia był bezpośrednią krytyką ówczesnych praktyk projektowych, a w szczególności popularnego stylu Art Nouveau. Kontrowersyjne idee Adolfa Loosa wywołały szeroką dyskusję wśród projektantów, z których większość stanęła w opozycji do wygłaszanych przez niego tez. Przez lata, cały czas aktualne, stały się jednym z fundamentowych założeń Bauhausu i kluczowym elementem dla zdefiniowania modernizmu.